# 鱼群探测仪

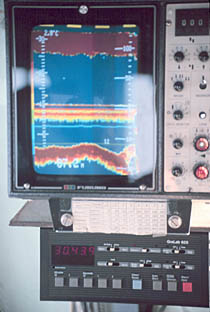
鱼群探测仪

鱼群探测仪（英語：fishfinder），或稱探鱼器、魚探機，是一种识别和探测水中鱼类和其它物体位置的声纳设备，主要用于捕鱼活动。探鱼器通过水下声音传播和回声反射来确定物体距离和形状、探测和识别水里物体和轮廓，强声波从传感器出来传达到水里，返回到探测器，液晶屏显示波形，波形就是鱼群状况，可以让捕鱼者和钓鱼者准确判断鱼群的数量和栖息的深度。现代电子技术允许探鱼器在船用雷达、指南针和全球定位系统（GPS）导航系统之间高度集成。

## 参見
- 測深學
- 回音测深术
- 传感器
- 声纳

## 外部連結
- （英文）Post-war economics: Fisherman who caught multibillion-dollar deal Financial Times, 9 December 2009.